# Manuel Antonio González Valenzuela
Manuel Antonio González Valenzuela (Petorca, 17 de abril de 1796-Valparaíso, 21 de noviembre de 1854) fue un abogado y político chileno.

## Vida
Era hijo de don Francisco Javier González Galayso, natural del puerto de Santa María, regidor de La Serena y doña María Dolores Pérez de Valenzuela y Loysel. Educado en Leyes en la Real Universidad de San Felipe, donde se graduó como abogado en 1817.

## Actividades políticas
- Ministro de Guerra y Marina designado por Ramón Freire (1823).
- Diputado representante de Valparaíso (1823-1824).
- Senador representante de la Provincia de Coquimbo (1827-1828).
- Diputado representante de Petorca y La Ligua (1828-1829) y (1829-1830).
- Diputado representante de San Felipe y Los Andes (1831-1834) y (1834-1837).
- Diputado representante de La Serena y Coquimbo (1837-1840).